# Вітні Геджпет
Вітні Геджпет (англ. Whitney Hedgepeth, 19 березня 1971) — американська плавчиня.
Олімпійська чемпіонка 1996 року, учасниця 1988 року.
Чемпіонка світу з водних видів спорту 1991 року.
Переможниця Пантихоокеанського чемпіонату з плавання 1991 року, призерка 1995 року.
Переможниця Панамериканських ігор 1987 року.
Переможниця літньої Універсіади 1993 року.